# Bonaventura van Overbeek
Bonaventura van Overbeek (1660 – 28. října 1705) byl nizozemský kreslíř a rytec.

## Životopis
Overbeek se narodil v Amsterdamu, kde také zemřel. Vydal několik leptů svých kreseb. Byl členem společnosti Bentvueghels, kde působil pod přezdívkou Romulus. Overbeek patřil mezi žáky Gerarda de Lairesse. Během své kariéry cestoval do Říma. Nejčastěji kreslil starožitnosti. Kromě toho také vydal knihu s popisy důležitých míst Říma v roce 1708, kterou věnoval anglické princezně Anně. Před samotným vydáním ale náhle zemřel a knihu musel vydat jeho synovec Michiel van Overbeek.